# Hypothetisches Element
Ein hypothetisches Element ist ein Chemisches Element, dessen Existenz vorhergesagt wurde, aber (bisher) nicht bestätigt werden konnte.
In der Vergangenheit wurden vielfach Stoffe als neue Elemente angenommen, die sich später nur als Verbindungen oder Erscheinungsformen bereits bekannter Elemente herausstellten. Heutzutage werden dagegen systematisch aus der Atomphysik, Kernphysik und dem darauf aufbauenden Periodensystem der Elemente die Eigenschaften in der Natur nicht vorkommender, aber zukünftig künstlich erzeugbarer Elemente vorhergesagt.

## Historische hypothetische Elemente
Im 19. Jahrhundert lieferte vor allem die Astrospektroskopie zahlreiche hypothetische Elemente. So entdeckte William Huggins 1864 hell leuchtende Linien im Katzenaugennebel. Als mögliche Erklärung schlug er die Existenz eines hypothetischen Elements, des Nebuliums, vor. Erst 1927 identifizierte Ira S. Bowen die Linien als verbotene Übergänge der bekannten Elemente Sauerstoff, Stickstoff, Helium und Neon.
Während der Sonnenfinsternis von 1869 entdeckten Astronomen unerwartete Spektrallinien in der Sonnenkorona. Ähnlich dem Nebulium führte man diese ungewöhnlichen spektralen Erscheinungen auf das hypothetische Element Coronium zurück. Aber auch hier handelt es sich um hochionisierte bekannte Elemente, nämlich [Fe XIV]. Ähnliche Linien wurden in der Nähe der Erde beobachtet und dem Element Geocoronium zugeschrieben. Bengt Edlén entdeckte in den 1950er-Jahren jedoch, dass diese Linien aus Strahlung emittierendem Stickstoff in der oberen Erdatmosphäre bestehen.
Dmitri Iwanowitsch Mendelejew machte im Jahr 1904 den Versuch einer chemischen Erklärung des Lichtäthers und sagte die Existenz eines Elements Newtonium voraus, das zur Gruppe der Edelgase gehören und mit einer relativen Atommasse von 0,17 im Periodensystem noch vor dem Wasserstoff stehen sollte.
Weitere hypothetische Elemente waren etwa Archonium und Protofluor. Neben den Namen wussten Chemiker wenig von diesen hypothetischen Elementen. Analog zur Entdeckung des Heliums anhand unerwarteter Linien im Spektrum der Sonne und erst danach auch auf der Erde reihte man diese hypothetischen Elemente im Periodensystem zwischen den Elementen Wasserstoff und Helium ein.
Diese Einreihung nach der relativen Atommasse erwies sich jedoch als unzuverlässig. Die Einreihung von Elementen nach relativen Atommassen wurde im Verlauf der Entwicklung des Periodensystems durch eine Einreihung nach der Kernladung ersetzt.

## Heutige hypothetische Elemente
In der zweiten Hälfte des 20. Jahrhunderts wurde es möglich, in der Natur nicht vorhandene, extrem schwere Elemente (Transurane) künstlich zu erzeugen. Das derzeit schwerste nachgewiesene Element ist Oganesson mit der Ordnungszahl 118, alle schwereren Elemente vom Ununennium an müssen somit derzeit als hypothetische Elemente gelten. Da die bisher bekannten Isotope der Elemente mit dreistelligen Kernladungszahlen sehr kurzlebige radioaktive Nuklide sind, sind makroskopische chemische und physikalische Eigenschaften dieser Elemente schwer zu ermitteln. Aufgrund bisher nur teilweise bestätigter Hypothesen bezüglich „magischer“ Zahlen von Protonen bzw. Neutronen gehen einige Forscher jedoch davon aus, dass es noch unentdeckte sehr schwere Nuklide mit Halbwertszeiten von Jahren oder gar Jahrmillionen geben könnte.